# Höllental (Wetterstein)

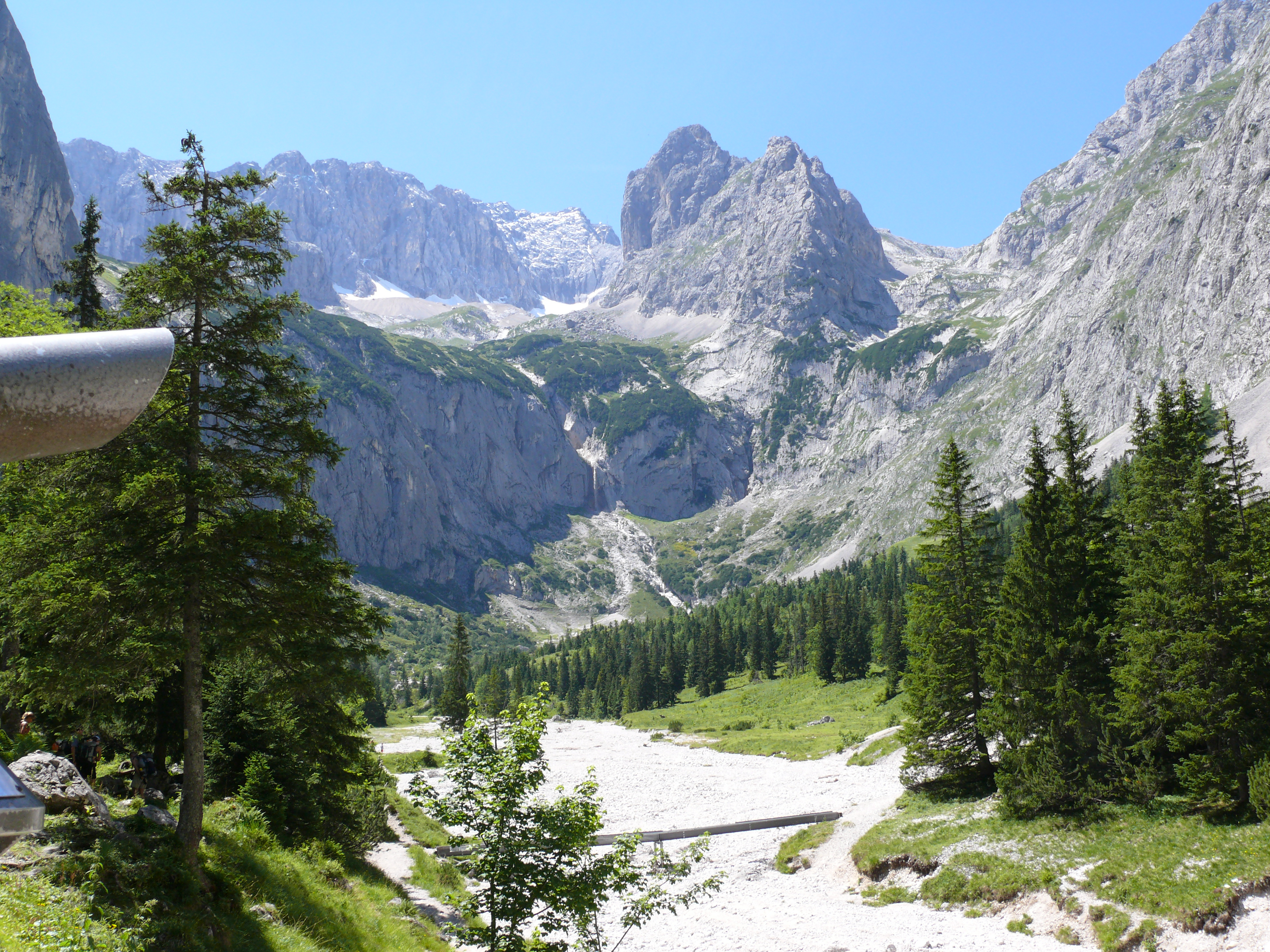
Blick von der Höllentalangerhütte in Richtung Talschluss, Höllentalferner und Zugspitzmassiv in der Bildmitte, rechts davor die nur gut halb so weit entfernten, aber scheinbar höheren Riffelköpfe und daneben die Riffelscharte

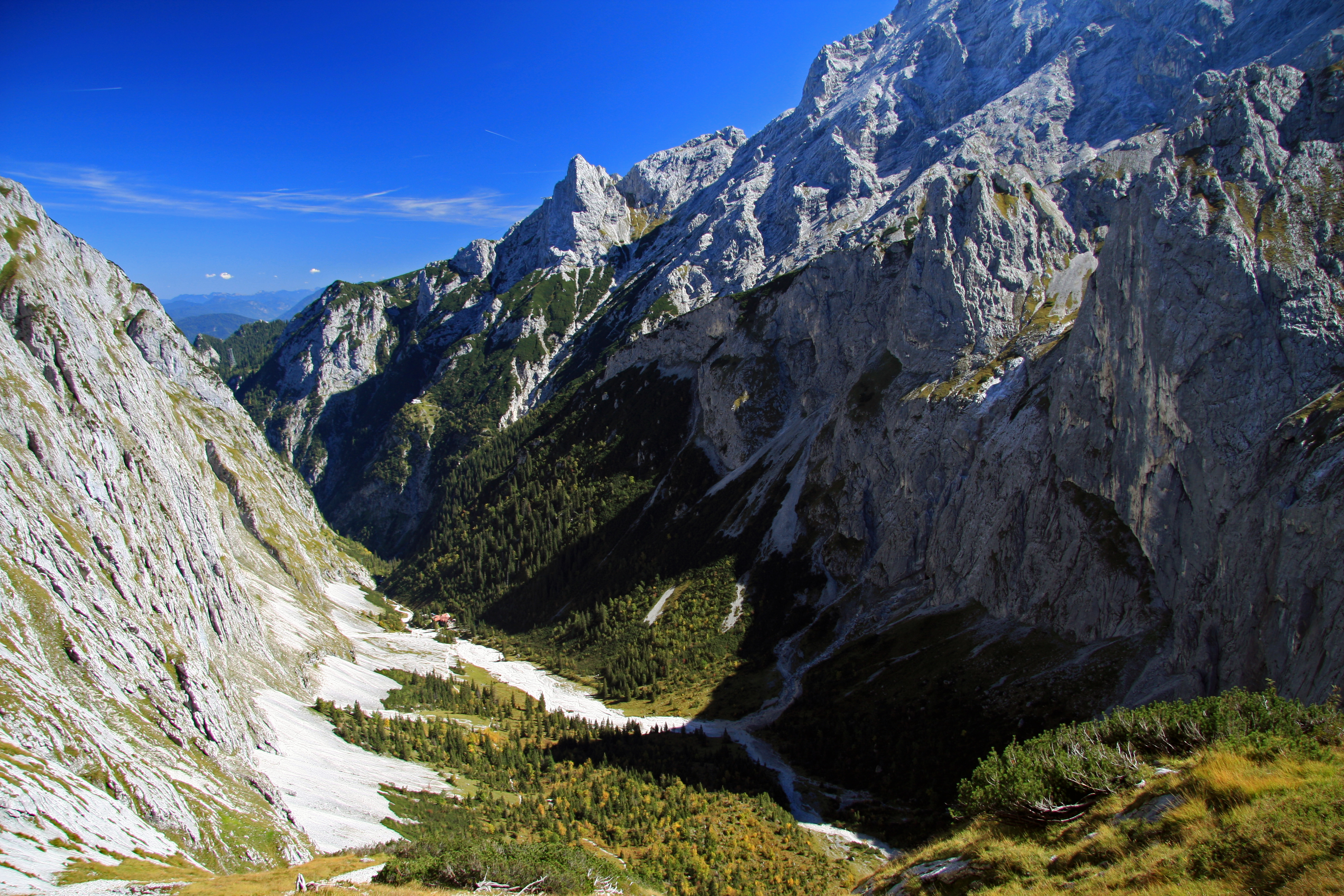
Höllental von der Riffelscharte aus gesehen

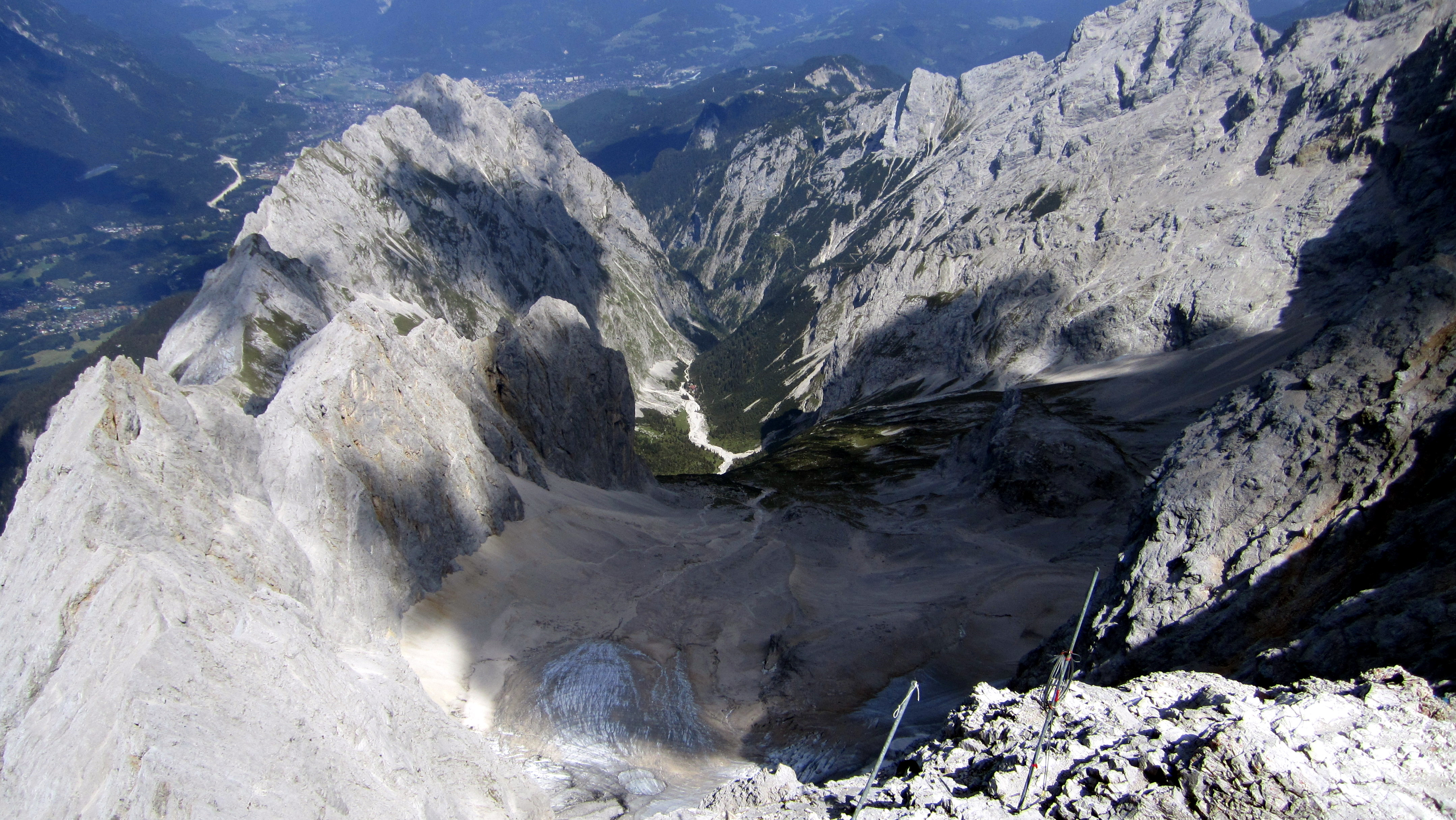
Blick von der Zugspitze in das Höllental

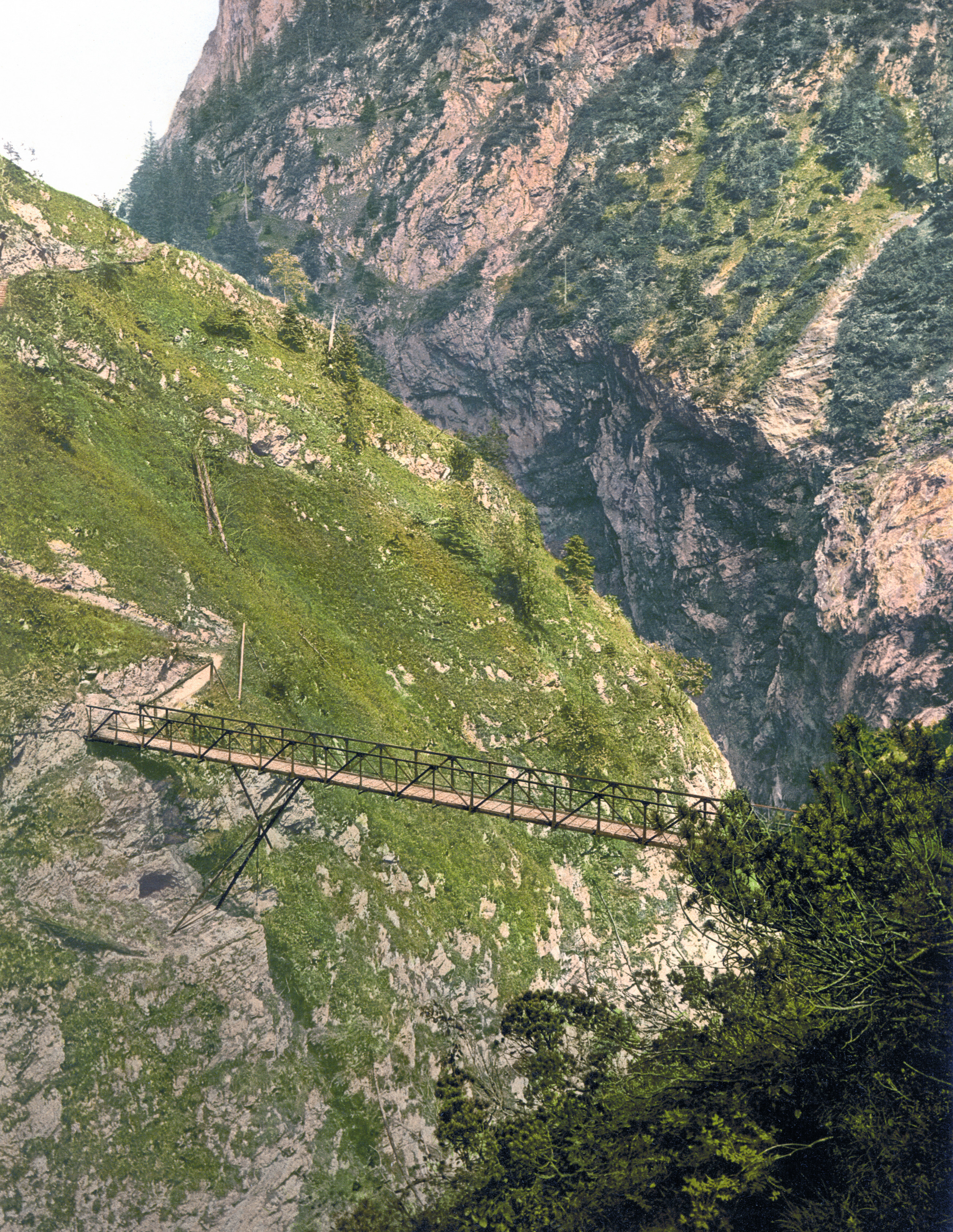
Eiserne Brücke des Stangensteiges über die Klamm um 1900

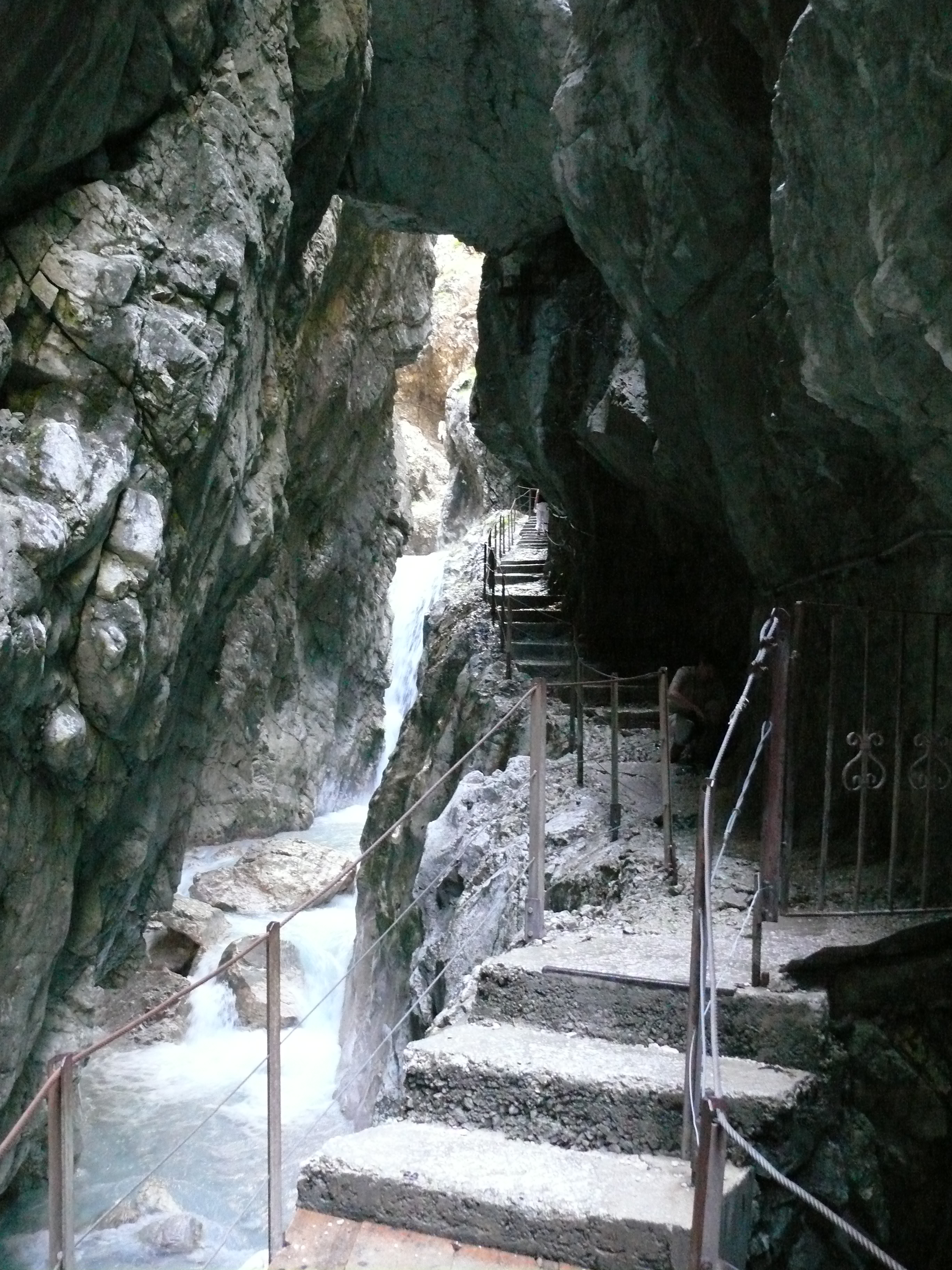
Höllentalklamm

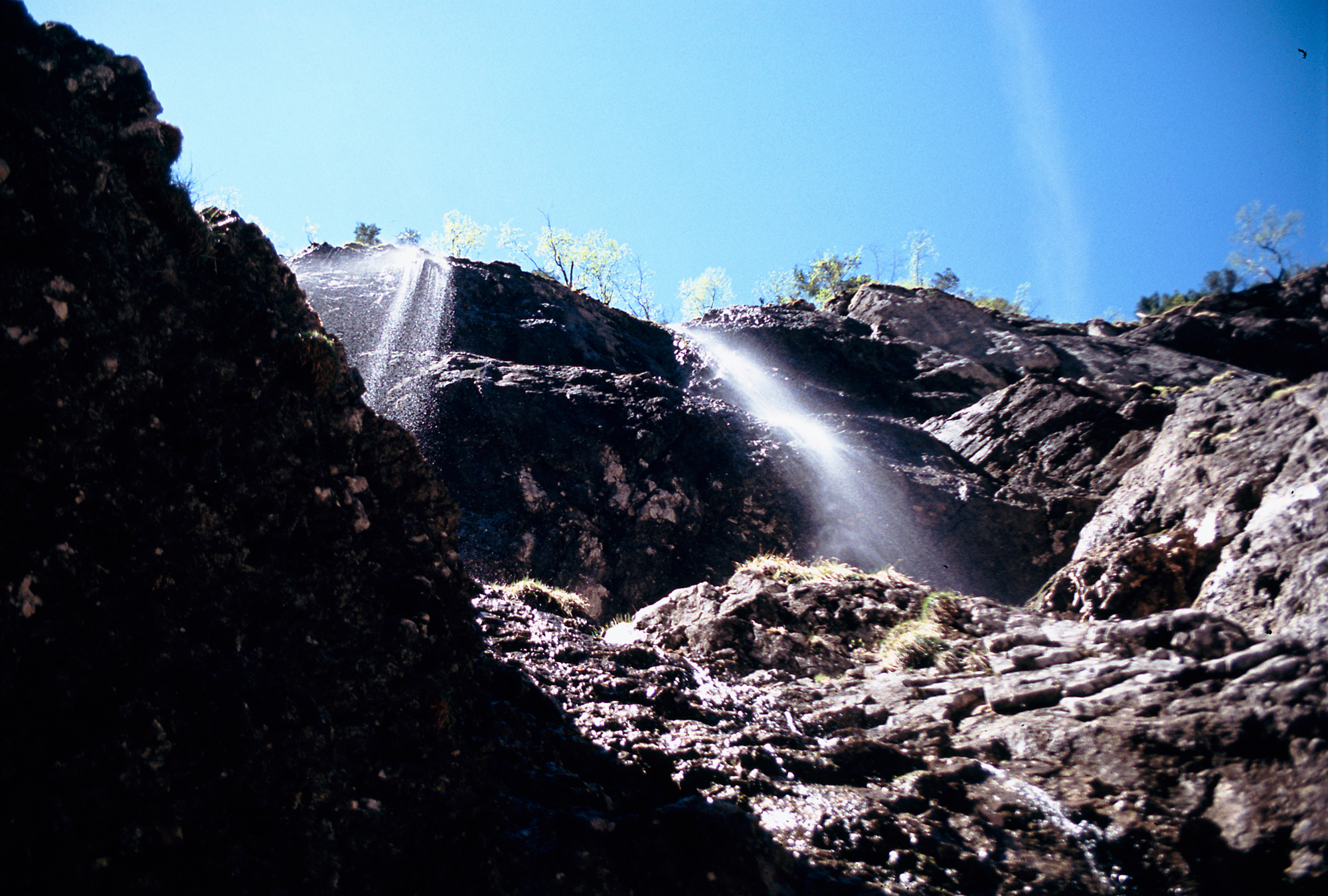
Blick nach oben

Das Höllental ist ein Tal im Zugspitz-Massiv des Wettersteingebirges zwischen Blassenkamm und Waxensteinkamm, durch das der Hammersbach fließt und
durch das eine bekannte Aufstiegsroute von Hammersbach zur Zugspitze verläuft.
Markant ist der Einschnitt der Höllentalklamm, die sich zwischen hohen Felswänden hindurch zwängt. Die Höllentalangerhütte (1387 m) ist Übernachtungsdomizil für die Bergsteiger, die am Folgetag durch das Höllental und über den Höllentalferner auf Deutschlands höchsten Gipfel steigen wollen.
Vor der touristischen Erschließung Anfang des 20. Jahrhunderts war das Höllental vor allem wegen seiner Eisenerz- und Molybdän-Vorkommen von Bedeutung. Von den damaligen Bergwerks-Anlagen sind heute jedoch nur noch Ruinen sichtbar.
Die touristische Erschließung der Klamm begann bereits 1902 unter der Leitung des Ingenieurs Adolf Zoeppritz und einiger einheimischer Bergführer. Am 15. August 1905 wurde die Fertigstellung der kompletten Erschließung gefeiert und die Höllentalklamm festlich eingeweiht.

## Höllentalklamm

### Zugang
Vom Grainauer Ortsteil Hammersbach führt ein rund drei Kilometer langer und etwa 300 Höhenmeter ansteigender Fußweg durch ein immer enger werdendes Tal zur Höllentaleingangshütte und zum gebührenpflichtigen Weg durch die Klamm (47° 26′ 55,3″ N, 11° 2′ 37,6″ O). Kurz vor der Hütte zweigt der kostenfreie, aber etwas beschwerlichere und ½ bis ¾ Stunden längere  Stangensteig ab. Dieser verläuft oberhalb des Bachlaufes und führt halben Weges auf einer hohen Eisenbrücke über die Klamm. Bis auf den Tiefblick von der Brücke bleibt jedoch von hier die Sicht in das Innere der Klamm größtenteils verwehrt.

### Klamm
Beginnend an der Höllentalklamm-Eingangshütte (wo sie eigentlich noch Maximiliansklamm heißt) erstreckt sich der Weg über gut 700 m durch die imposante Klamm. Seit dem Jahr 2011 besteht hier zudem die Möglichkeit, im Höllentalklamm-Museum die Geschichte der Schlucht näher zu erfahren. Ab der Eingangshütte hat man unter großem Aufwand einen sicheren Weg geschaffen, der zu großen Teilen durch in den Fels geschlagene Tunnel von etwa 1 m Breite und maximal 2 m Höhe führt. Der außerhalb der Klamm eher unscheinbare Hammersbach schwillt in der sehr engen (schätzungsweise 2 bis 5 m) und hohen (ca. 150 m) Felsschlucht zu einem reißenden Wildbach an. Am oberen Ende der Klamm wird das Gelände langsam wieder weitläufiger. Jenseits der Klamm führt der Weg zur Höllentalangerhütte, die in einer spärlich bewachsenen, mit Gesteinschotter bedeckten Talsohle liegt.
Die Klamm ist vom Bayerischen Landesamt für Umwelt als wertvolles Geotop (Geotop-Nummer: 180R018) ausgewiesen.

## Tourenmöglichkeiten
An der Hütte verzweigen verschiedene Steige, die in Richtung Zugspitze, Osterfelderkopf (Rinderweg zur Alpspitzbahn) und Alpspitze (Mathaisenkar) oder auf weitere anspruchsvolle Ziele des Wettersteingebirges führen (z. B. Riffelscharte, Riffeltorkopf, Riffelspitzen, Hohe Riffel, Waxenstein, Höllentorkopf und Schwarzenkopf). Ein interessanter, aber anspruchsvoller Rückweg von der Höllentalangerhütte nach Hammersbach ist der bereits erwähnte Stangensteig, der von den Knappen des einstigen Bergwerks benutzt wurde.

## Gefahren
Insbesondere der Bereich am oberen Ausgang der Höllentalklamm ist steinschlaggefährdet. Dort kommt es trotz Warnschildern immer wieder zu Unfällen. Im Jahr 2014 kam ein 39-jähriger Belgier durch Steinschlag ums Leben. Am 30. Mai 2021 starb eine 53-Jährige bei einer Tour durch die Höllentalklamm. Ihre Leiche wurde in einer Schuttreiße unterhalb der Waxensteine gefunden. Am 21. Juni 2021 verunglückte ein 81 Jahre alter Mann beim Wandern in der Höllentalklamm tödlich. Bei einem Blick hinab in eine Schlucht verlor er das Gleichgewicht und stürzte ab. Wenige Wochen später (16. August) wurden zwei Wanderer nach einer Flutwelle vermisst, nur von einem konnte später die Leiche gefunden werden. Am 5. Juli 2023 verunglückte ein Wanderer. Der 65-Jährige stürzte vom Stangensteig 150 Meter in die Tiefe.

## Zugspitzweg
Es dauerte bis zum Jahre 1872, als Georg Winhart aus München und der Ehrwalder Führer J. Rauch als erste vom Ostgipfel der Zugspitze ins Tal abstiegen. Davor sah man es als unmöglich an, einen Weg vom Gipfel in das Höllental zu finden. Der Weg führte jedoch an den unüberwindbaren Steilwänden, die vom Höllentalkar in den Höllentalanger abfielen, nicht mehr weiter. So wandten sich die zwei nach Südosten und gelangten über das Mitter- und Mathaisenkar zu den Knappenhäusern. Den umgekehrten Weg wiederholten im gleichen Jahr die Münchner Tillmetz und Johannes mit dem Garmischer Bergführer Dengg. Bis 1893 war dies die einzige Anstiegsmöglichkeit vom Höllental auf die Zugspitze, die zudem mit starken Höhenverlusten verbunden war.
Durch die Höllentalklamm führte noch kein Weg, nur oberhalb der Klamm befand sich ein Steig. An einer etwa 30 Meter breiten und 100 Meter tiefen Stelle musste die Klamm auf einem primitiven Steg ohne Geländer überquert werden. Diesen Steg verbesserte die Sektion München des Deutschen und Österreichischen Alpenvereins schon in den Jahren 1882/83. Ein Föhnsturm 1885 beschädigte jedoch diese Brücke schwer und so beschloss der Vorstand, eine feste Brücke aus Eisen zu bauen. Am 12. September 1888 wurde das 5 Tonnen schwere Bauwerk fertiggestellt. Die Gesamtkosten beliefen sich auf 3270 Mark.
Um den Anstiegsweg zu verkürzen und direkt vom Anger in das Höllentalkar zu kommen, baute die Alpenvereinssektion München 1893 an einer Steilwand mit Hilfe von Eisenklammern und Stahlseil einen künstlichen Übergang. Dieser Abschnitt ist mittlerweile als das „Brett“ bekannt. Auch sicherte die Sektion den Weg von der Randkluft des Höllentalferners bis zum Gipfel ebenfalls mit Stahlseilen.